# آشوت آناستاسیان
آشوت آناستاسیان (ارمنی: Աշոտ Անաստասյան; زاده ۱۰ ژوئیهٔ ۱۹۶۴ - درگذشته ۲۶ دسامبر ۲۰۱۶) استادبزرگ شطرنج اهل ارمنستان بود. وی در المپیاد شطرنج برنده نشان طلای انفرادی و نشان برنز تیمی شد.
آناستاسیان قهرمان مسابقات قهرمانی شطرنج ارمنستان در سال‌های ۱۹۸۳, ۱۹۸۵, ۱۹۸۶, ۱۹۸۷, ۱۹۸۸, ۱۹۹۲, ۱۹۹۴, و ۲۰۰۵ شد.
وی در سال ۱۹۸۸ عنوان  استاد بین‌المللی و در سال ۱۹۹۳ عنوان استاد بزرگی را دریافت نمود.
وی در روز دوشنبه ۲۶ دسامبر ۲۰۱۶ در سن ۵۲ سالگی درگذشت.
| به‌دلیل برخی مشکلات فنی، نمودارها موقتاً قابل مشاهده نیستند. اطلاعات بیشتر پیرامون این مشکل در فابریکاتور و وبگاه مدیاویکی در دسترس است. | |
| | به‌دلیل برخی مشکلات فنی، نمودارها موقتاً قابل مشاهده نیستند. اطلاعات بیشتر پیرامون این مشکل در فابریکاتور و وبگاه مدیاویکی در دسترس است. |